# نیروگاه تلمبه ذخیره‌ای سیل‌چی
نیروگاه تلمبه ذخیره‌ای سیل‌چی (به لاتین: Xilongchi Pumped Storage Power Station) یک نیروگاه تلمبه ذخیره‌ای در چین است که در Wutai County, Xinzhou, Shanxi Province واقع شده‌است.